# 이란의 이라크 개입 (2014년~현재)
이란의 이라크 내전 개입은 이라크 레반트 이슬람 국가가 2014년 6월 북부 이라크 공세를 펼칠 당시 이란이 진군에 대응해 군사적 지원을 펼치기 시작한 때부터 시작된 개입전이다. 이란은 이라크 정부와 쿠르드 자치구에게 기술 자문단과 무기를 제공했다. 로이터를 비롯한 몇몇 자료들은 2014년 중반부터 이라크에 이란 전투부대가 파견되었을 것이라고 믿고 있지만, 이란 정부는 부인하고 있다. 2014년 6월 또는 7월에 이란은 ISIL에 맞서 공중전을 시작한 것으로 보고 있다.
이라크 정부군 뿐만 아니라 페쉬메르가와 인민동원군 예하의 평화 중대, 약속의 날 여단 같은 시아파 무장단체, 그리고 레바논의 헤즈볼라도 이 전쟁에서 이라크군과 동맹을 맺고 싸우고 있다.

## 같이 보기
- 이란의 시리아 내전 개입